# 上宮寺 (那珂市)
上宮寺（じょうぐうじ）は、茨城県那珂市にある浄土真宗本願寺派の寺院。

## 歴史
1221年（承久3年）、明法によって開山された。明法は親鸞の高弟「二十四輩」の一人である。
元々は塔尾野（現・常陸大宮市東野）に位置していたが、その後、額田（現・那珂市額田）に移転、1583年（天正11年）に現在地に移転した。
当寺には、国の重要文化財に指定されている「紙本著色聖徳太子絵伝」を所蔵している。聖徳太子の誕生から上宮王家（聖徳太子一族）の滅亡までの事績を纏めたものである。寺号の「上宮寺」は、上宮王家に由来する。

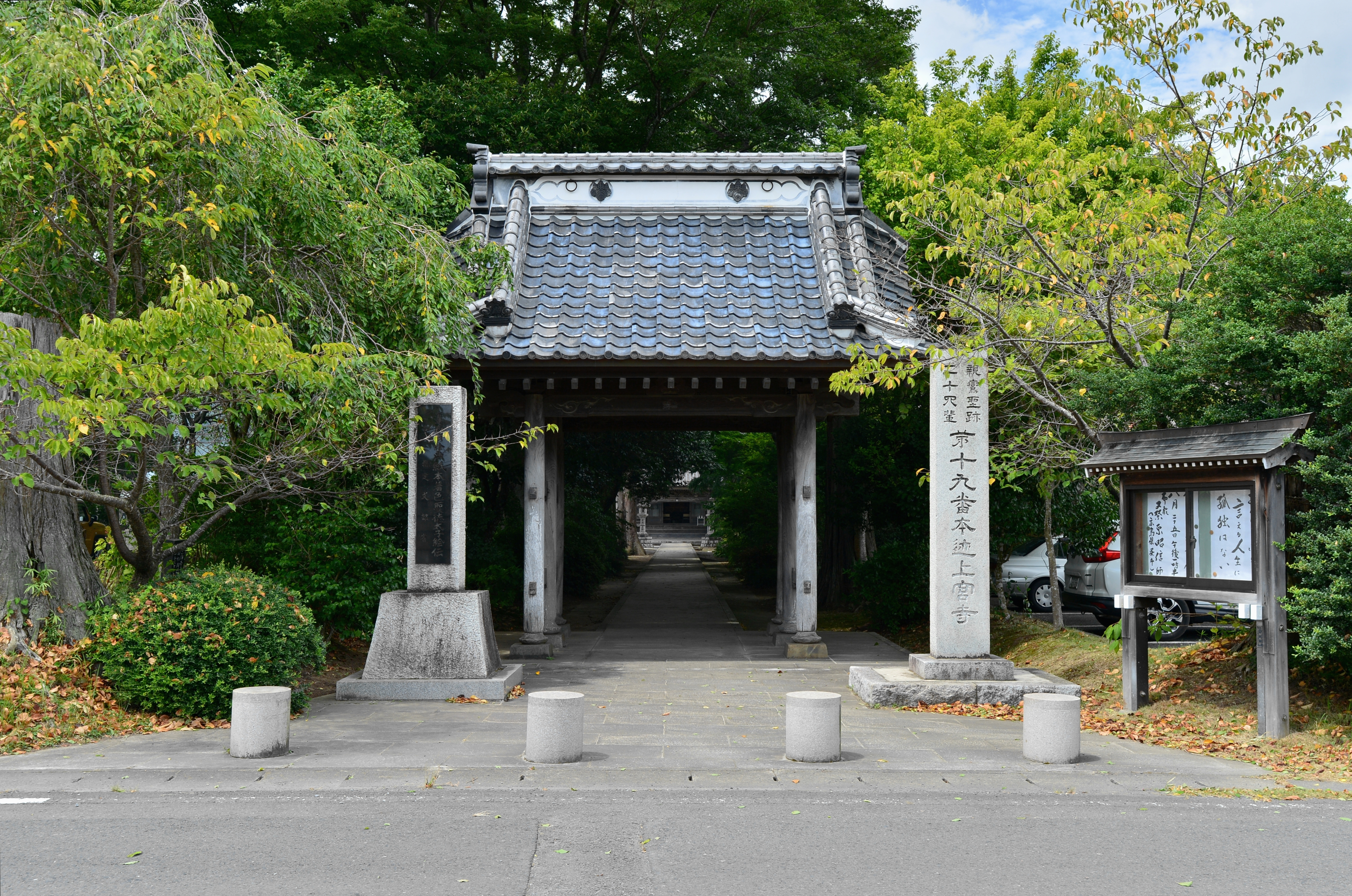
山門
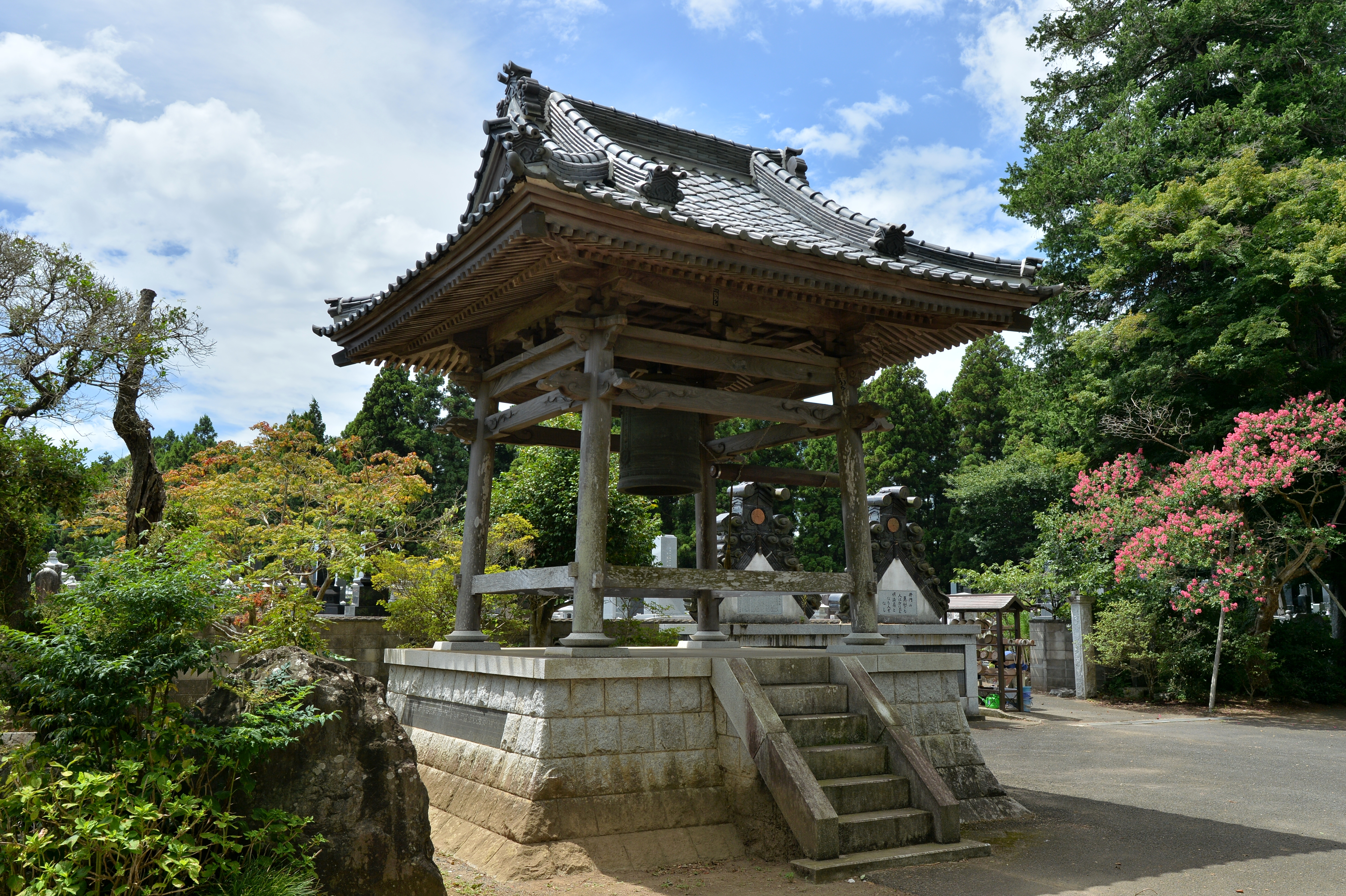
鐘楼

## 文化財
- 紙本著色聖徳太子絵伝（重要文化財 大正4年3月26日指定）[3]

## 交通アクセス
- 路線バス松原停留所より徒歩1分。